# ソトゥミサ放送局 R

「Z/X -Zillions of enemy X- NF DramaCD (3)「ソトゥミサ放送局 R」」は、ブロッコリー発売のトレーディングカードゲーム、Z/X（ゼクス）3枚目のドラマCD。2015年2月22日に発売された。

## 概要
Z/X公式サイト上のスピンオフ企画として知る人ぞ知る「ソトゥミサ放送局」。
やりたい放題のスペシャルゲストに翻弄される司会陣の、ゆるゆるな雰囲気を完全再現。
スペシャルゲストは新進気鋭のゼクス使い「蝶ヶ崎ほのめ（CV.遠藤ゆりか）」とそのパートナー「迦陵頻伽（CV.鈴木絵理）」、仲良しで険悪なふたりが挿入歌「Keeping the Faith」を歌い上げる。

## 収録内容
1. ドラマパート『ソトゥミサ放送局 R』 [51:46] 
出演 : 孤独の魔人ソリトゥス（CV. 水瀬いのり）
弓弦羽ミサキ（CV. 石原夏織）
秩序の頂点サー・ガルマータ（CV. 間島淳司）
倉敷世羅（CV. 金元寿子）
蝶ヶ崎ほのめ（CV. 遠藤ゆりか）
麗の妙声鳥 迦陵頻伽（CV. 鈴木絵理）
2. keeping the faith [4:46] 
歌 : 蝶ヶ崎ほのめ（遠藤ゆりか）、迦陵頻伽（鈴木絵理）
作詞 / 作曲 / 編曲 : 真鍋旺嵩、中沢昭宏（WEEAST）

## 封入特典
イベントカード 「アタシの話、聞けですの！」2枚